# Błona komórkowa

Schemat organizacji błony komórkowej komórki zwierzęcej

Błona komórkowa, błona cytoplazmatyczna, błona plazmatyczna, plazmolemma, plazmolema (cytolemma, plasmolemma) – półprzepuszczalna błona biologiczna oddzielająca wnętrze komórki od świata zewnętrznego. Jest ona złożona z dwóch warstw fosfolipidów oraz białek, z których niektóre są luźno związane z powierzchnią błony (białka powierzchniowe), a inne przebijają błonę (białka przezbłonowe) lub są w niej mocno osadzone motywem białkowym lub niebiałkowym (białka błonowe).
Zazwyczaj inne białka występują po wewnętrznej, a inne po zewnętrznej stronie błony. Cząsteczki należące do błony mogą łatwo poruszać się wewnątrz swojej warstwy (dyfuzja lateralna, o ile nie są związane na przykład od wewnątrz z białkami cytoszkieletu), jednak napotykają duże trudności z przejściem do warstwy przeciwnej.
Podobna asymetria dotyczy także samej błony, która ma zazwyczaj odmienny skład (różne proporcje, ale i jakość) lipidowy w swojej monowarstwie wewnętrznej i zewnętrznej.
Asymetria jakościowa rozmieszczenia lipidów może także dotyczyć płaszczyzny błony – w monowarstwach istnieją lokalne obszary o składzie odbiegającym od rozkładu przypadkowego, zwane tratwami lipidowymi. Są one bogatsze od sąsiednich obszarów monowarstwy w specyficzne lipidy, cholesterol lub białka. Lipidy znajdujące się w takich domenach mogą być poniżej temperatury głównego przejścia fazowego i nie mieć struktury ciekłokrystalicznej, co powoduje ich agregację. Funkcje tratw oraz sposoby ich powstawania w błonach nie są jeszcze dokładnie znane, ale nie wyklucza się ich interakcji i wpływania na aktywność białek błonowych lub udział w fuzjach błon.
Błony muszą dla swojego właściwego funkcjonowania zachować półpłynną konsystencję. Zarówno znaczne obniżenie, jak i znaczne podwyższenie temperatury zmienia właściwości błony w stopniu, który może być dla komórki śmiertelny. Dlatego organizmy żyjące w różnych temperaturach mają różny skład błon komórkowych.

## Różnice między błonami komórek archeonów a błonami komórek innych organizmów
U wszystkich organizmów, poza archeonami, fosfolipidy wchodzące w skład błony komórkowej składają się głównie z glicerolu połączonego wiązaniem estrowym z nierozgałęzionymi kwasami tłuszczowymi, które nie reagują między sobą. Organizmy żyjące w wysokich temperaturach mają też dużo cholesteroli w błonach komórkowych.
Fosfolipidy błon komórkowych archeonów składają się z glicerolu połączonego wiązaniem eterowym z łańcuchami powstałymi z izoprenu. Łańcuchy te mogą być rozgałęzione, mogą łączyć się ze sobą, mogą nawet łączyć się z fosfolipidami z przeciwnej warstwy błony. Te połączenia stabilizują błonę i umożliwiają niektórym archeonom życie w ekstremalnie wysokich temperaturach.

## Funkcje błon
- Chronią komórki przed działaniem czynników fizycznych i chemicznych, a także przed wnikaniem obcych organizmów, w szczególności chorobotwórczych.
- Regulują transport wybranych substancji z i do komórki.
- Reagują na bodźce chemiczne, termiczne i mechaniczne.
- Pełnią też funkcje enzymatyczne, katalizując różne reakcje metaboliczne.
- Utrzymują równowagę między ciśnieniem osmotycznym wewnątrz i na zewnątrz komórki.